# Tsendiin Damdin
Tsendiin Damdin (n. 31 martie 1957, Mongolia – d. 22 februarie 2018) a fost un judocan ce a reprezentat Mongolia, medaliat olimpic. A participat la o ediție a Jocurilor Olimpice (1980) în care a câștigat o medalie de argint.

## Participări
Lista de mai jos prezintă principalele competiții la care a participat Tsendiin Damdin de-a lungul carierei.
- judo at the 1980 Summer Olympics – men's 65 kg[*]